# Rozwiązanie obwodu elektrycznego
Rozwiązanie obwodu elektrycznego – wyznaczenie wartości wszystkich prądów płynących w rozpatrywanym obwodzie bądź wartości wszystkich napięć w nim panujących. Proces ten wymaga skorzystania z podstawowych praw i własności obwodów elektrycznych.
Zazwyczaj stosuje się:
- metodę potencjałów węzłowych,
- metodę prądów oczkowych,
- metodę Thevenina,
- metodę Nortona.

W zależności od typu obwodu konieczne może być także zastosowanie:
- metody składowych symetrycznych - dla niesymetrycznych trójfazowych obwodów prądu przemiennego,
- liczb zespolonych - metody symbolicznej - dla obwodów prądu przemiennego w stanie ustalonym,
- transformaty Laplace'a - dla obwodów z przebiegami odkształconymi (w stanie nieustalonym).